# Leichtathletik-Weltmeisterschaften 2023/Teilnehmer (Frankreich)
| Goldmedaillen | Silbermedaillen | Bronzemedaillen |
| ------------- | --------------- | --------------- |
| —             | 1               | —               |

Der französische Leichtathletikverband nahm an den Leichtathletik-Weltmeisterschaften 2023 in Budapest teil. 78 Athletinnen und Athleten wurden vom französischen Verband nominiert.

## Medaillengewinner
| Medaille | Athleten                                                                                  | Disziplin |
| -------- | ----------------------------------------------------------------------------------------- | --------- |
| Silber   | Téo Andant Gilles Biron David Sombe Ludvy Vaillant nur im Vorlauf eingesetzt: Loïc Prévot | 4 × 400 m |

## Ergebnisse

### Männer

#### Laufdisziplinen
| Athlet | Disziplin        | Vorlauf        | Vorlauf | Halbfinale     | Halbfinale | Finale          | Finale |
| Athlet | Disziplin        | Zeit           | Platz   | Zeit           | Platz      | Zeit            | Platz  |
| --- | ---------------- | -------------- | ------- | -------------- | ---------- | --------------- | ------ |
| Mouhamadou Fall | 100 m            | 10,19 s        | 04      | DNQ            | DNQ        | –               | –      |
| Ryan Zeze | 200 m            | DQ             | DQ      | DNQ            | DNQ        | –               | –      |
| Yanis Meziane | 800 m            | 1:45,30 min    | 03      | 1:44,30 min PB | 04         | DNQ             | DNQ    |
| Benjamin Robert | 800 m            | 1:46,45 min    | 01      | 1:44,38 min    | 06         | DNQ             | DNQ    |
| Gabriel Tual | 800 m            | 1:45,10 min    | 02      | 1:44,83 min    | 05         | DNQ             | DNQ    |
| Azeddine Habz | 1500 m           | 3:35,16 min    | 06      | 3:32,79 min    | 04         | 3:33,14 min     | 11     |
| Julian Ranc | 1500 m           | 3:48,63 min    | 14      | DNQ            | DNQ        | –               | –      |
| Jimmy Gressier | 5000 m           | 13:36,42 min   | 06      |                |            | 13:17,20 min    | 09     |
| Hugo Hay | 5000 m           | 13:39,76 min   | 14      |                |            | DNQ             | DNQ    |
| Yann Schrub | 10.000 m         |                |         |                |            | 28:07,42 min SB | 09     |
| Morhad Amdouni | Marathon         |                |         |                |            | DNF             | DNF    |
| Hassan Chahdi | Marathon         |                |         |                |            | 2:10:45 h SB    | 07     |
| Mehdi Frère | Marathon         |                |         |                |            | 2:11:59 h       | 18     |
| Wilhem Belocian | 110 m Hürden     | 13,31 s        | 01      | 13,23 s        | 03         | 13,32 s         | 08     |
| Just Kwaou-Mathey | 110 m Hürden     | 13,42 s        | 05      | 13,31 s        | 03         | DNQ             | DNQ    |
| Sasha Zhoya | 110 m Hürden     | 13,35 s        | 03      | 13,15 s PB     | 02         | 13,26 s         | 06     |
| Pascal Martinot-Lagarde | 110 m Hürden     | DNS            | DNS     | DNS            | DNS        | DNS             | DNS    |
| Wilfried Happio | 400 m Hürden     | 48,63 s        | 01      | 48,83 s        | 07         | DNQ             | DNQ    |
| Ludvy Vaillant | 400 m Hürden     | 48,27 s        | 02      | 48,48 s        | 03         | DNQ             | DNQ    |
| Djilali Bedrani | 3000 m Hindernis | 8:20,69 min    | 07      |                |            | DNQ             | DNQ    |
| Gabriel Bordier | 20 km Gehen      |                |         |                |            | 1:18:59 h PB    | 10     |
| Kévin Campion | 35 km Gehen      |                |         |                |            | 2:30:18 h PB    | 14     |
| Aurélien Quinion | 35 km Gehen      |                |         |                |            | DQ              | DQ     |
| Mouhamadou Fall Pablo Matéo Méba-Mickaël Zeze Ryan Zeze nicht eingesetzt: Jeff Erius Aymeric Priam                                     | 4 × 100 m        | 37,98 s SB     | 04      |                |            | 38,06 s         | 06     |
| Téo Andant Gilles Biron David Sombe Ludvy Vaillant nur im Vorlauf eingesetzt: Loïc Prévot nicht eingesetzt: Simon Boypa Thomas Jordier | 4 × 400 m        | 3:00,05 min SB | 02      |                |            | 2:58,45 min NR  | Silber |

#### Sprung/Wurf
| Athlet               | Disziplin      | Qualifikation | Qualifikation | Finale     | Finale |
| Athlet               | Disziplin      | Weite/Höhe    | Platz         | Weite/Höhe | Platz  |
| -------------------- | -------------- | ------------- | ------------- | ---------- | ------ |
| Thibaut Collet       | Stabhochsprung | 5,75 m        | 06            | 5,90 m PB  | 05     |
| Ethan Cormont        | Stabhochsprung | 5,55 m        | 20            | DNQ        | DNQ    |
| Baptiste Thiery      | Stabhochsprung | 5,70 m        | 19            | DNQ        | DNQ    |
| Jules Pommery        | Weitsprung     | 7,23 m        | 37            | DNQ        | DNQ    |
| Enzo Hodebar         | Dreisprung     | 16,17 m       | 25            | DNQ        | DNQ    |
| Jean-Marc Pontvianne | Dreisprung     | 16,64 m       | 14            | DNQ        | DNQ    |
| Fred Moudani-Likibi  | Kugelstoßen    | 18,88 m       | 32            | DNQ        | DNQ    |
| Yann Chaussinand     | Hammerwurf     | 72,17 m       | 23            | DNQ        | DNQ    |
| Felise Vaha'i Sosaia | Speerwurf      | 74,80 m       | 28            | DNQ        | DNQ    |

#### Zehnkampf
| Athlet      | Disziplin | 100 m   | Weitsprung | Kugelstoßen | Hochsprung | 400 m | 110 m Hürden | Diskuswurf | Stabhochsprung | Speerwurf | 1500 m | Punkte | Platz |
| ----------- | --------- | ------- | ---------- | ----------- | ---------- | ----- | ------------ | ---------- | -------------- | --------- | ------ | ------ | ----- |
| Kevin Mayer | Ergebnis  | 10,79 s | 7,25 m     | DNF         | DNF        | DNF   | DNF          | DNF        | DNF            | DNF       | DNF    | DNF    | DNF   |
| Kevin Mayer | Punkte    | 908     | 874        | DNF         | DNF        | DNF   | DNF          | DNF        | DNF            | DNF       | DNF    | DNF    | DNF   |

### Frauen

#### Laufdisziplinen
| Athletin | Disziplin        | Vorlauf        | Vorlauf | Halbfinale  | Halbfinale | Finale         | Finale |
| Athletin | Disziplin        | Zeit           | Platz   | Zeit        | Platz      | Zeit           | Platz  |
| --- | ---------------- | -------------- | ------- | ----------- | ---------- | -------------- | ------ |
| Amandine Brossier | 400 m            | 51,98 s SB     | 05      | DNQ         | DNQ        | –              | –      |
| Léna Kandissounon | 800 m            | 2:00,81 min    | 05      | DNQ         | DNQ        | –              | –      |
| Rénelle Lamote | 800 m            | 2:00,22 min    | 03      | 2:01,25 min | 06         | DNQ            | DNQ    |
| Agnès Raharolahy | 800 m            | 2:01,93 min    | 08      | DNQ         | DNQ        | –              | –      |
| Agathe Guillemot | 1500 m           | 4:06,18 min    | 08      | DNQ         | DNQ        | –              | –      |
| Laëticia Bapté | 100 m Hürden     | 12,93 s        | 05      | DNQ         | DNQ        | –              | –      |
| Cyréna Samba-Mayela | 100 m Hürden     | 12,71 s        | 04      | 12,95 s     | 05         | DNQ            | DNQ    |
| Alice Finot | 3000 m Hindernis | 9:20,27 min PB | 04      |             |            | 9:06,15 min NR | 05     |
| Flavie Renouard | 3000 m Hindernis | 9:39,91 min    | 09      |             |            | DNQ            | DNQ    |
| Clémence Beretta | 20 km Gehen      |                |         |             |            | 1:30:43 h      | 16     |
| Camille Moutard | 20 km Gehen      |                |         |             |            | 1:32:18 h      | 21     |
| Pauline Stey | 20 km Gehen      |                |         |             |            | 1:31:20 h      | 18     |
| Gémima Joseph Mallory Leconte Hélène Parisot Carolle Zahi nicht eingesetzt: Cynthia Leduc Marie-Ange Rimlinger                                            | 4 × 100 m        | 43,12 s SB     | 07      |             |            | DNQ            | DNQ    |
| Amandine Brossier Louise Maraval Camille Séri Marjorie Veyssiere nur im Vorlauf eingesetzt: Sounkamba Sylla nicht eingesetzt: Diana Iscaye Estelle Raffai | 4 × 400 m        | 3:27,50 min SB | 05      |             |            | 3:28,35 min    | 09     |

#### Sprung/Wurf
| Athletin             | Disziplin      | Qualifikation | Qualifikation | Finale     | Finale |
| Athletin             | Disziplin      | Weite/Höhe    | Platz         | Weite/Höhe | Platz  |
| -------------------- | -------------- | ------------- | ------------- | ---------- | ------ |
| Solène Gicquel       | Hochsprung     | 1,89 m        | 12            | 1,85 m     | 15     |
| Nawal Meniker        | Hochsprung     | 1,89 m        | 12            | 1,90 m     | 12     |
| Marie-Julie Bonnin   | Stabhochsprung | 4,35 m        | 29            | DNQ        | DNQ    |
| Ninon Chapelle       | Stabhochsprung | 4,60 m SB     | 14            | DNQ        | DNQ    |
| Margot Chevrier      | Stabhochsprung | 4,50 m        | 21            | DNQ        | DNQ    |
| Hilary Kpatcha       | Weitsprung     | NM            | NM            | DNQ        | DNQ    |
| Kira Wittmann        | Dreisprung     | 13,64 m       | 26            | DNQ        | DNQ    |
| Anjuli Knäsche       | Stabhochsprung | 4,35 m        | 27            | DNQ        | DNQ    |
| Mélina Robert-Michon | Diskuswurf     | 61,82 m       | 11            | 63,46 m    | 09     |
| Rose Loga            | Hammerwurf     | 67,95 m       | 24            | DNQ        | DNQ    |
| Alexandra Tavernier  | Hammerwurf     | 70,19 m       | 17            | DNQ        | DNQ    |

#### Siebenkampf
| Athletin              | Disziplin | 100 m Hürden | Hochsprung | Kugelstoßen | 200 m   | Weitsprung | Speerwurf | 800 m       | Punkte | Platz |
| --------------------- | --------- | ------------ | ---------- | ----------- | ------- | ---------- | --------- | ----------- | ------ | ----- |
| Léonie Cambours       | Ergebnis  | 13,56 s      | 1,74 m     | 13,39 m     | 25,03 s | 6,09 m     | 39,07 m   | 2:19,34 min | 5939   | 15    |
| Léonie Cambours       | Punkte    | 1041         | 903        | 753         | 884     | 877        | 649       | 832         | 5939   | 15    |
| Auriana Lazraq-Khlass | Ergebnis  | 13,62 s      | 1,77 m     | 13,48 m     | 24,02 s | 6,01 m     | 42,29 m   | 2:14,25 min | 6179   | 12    |
| Auriana Lazraq-Khlass | Punkte    | 1033         | 941        | 759         | 979     | 853        | 711       | 903         | 6179   | 12    |
| Esther Turpin         | Ergebnis  | 13,24 s      | 1,77 m     | 12,79 m     | 25,04 s | NM         | 40,81 m   | 2:11,23 min | 5256   | 18    |
| Esther Turpin         | Punkte    | 1089         | 941        | 713         | 883     | 0          | 683       | 947         | 5256   | 18    |

### Mixed

#### Laufdisziplinen
| Athletin/Athlet | Disziplin | Vorlauf        | Vorlauf | Finale      | Finale |
| Athletin/Athlet | Disziplin | Zeit           | Platz   | Zeit        | Platz  |
| --- | --------- | -------------- | ------- | ----------- | ------ |
| Gilles Biron (m) Louise Maraval (w) Téo Andant (m) Amandine Brossier (w) nicht eingesetzt: Camille Seri (w) Thomas Jordier (m) | 4 × 400 m | 3:12,25 min NR | 05      | 3:12,99 min | 04     |